# Danshari
Danshari (kanji: 断捨離, hiragana: だんしゃり) là tư tưởng về điều chỉnh lối sống, vứt bỏ bớt những đồ dùng sinh hoạt không cần thiết. Thuật ngữ này do tác gia người Nhật Yamashita Hideko đề ra và đã đăng ký thương hiệu.
Danshari ứng dụng các phương pháp yoga là Đoạn (Dan断), Xả (Sha 捨), Ly (Ri 離) để chữa tâm lý tiếc của.
- Đoạn: Ngừng mua, nhận những thứ không cần đến
- Xả: Từ bỏ những thứ rõ ràng không cần thiết trong nhà
- Ly: Tránh trở thành người nghiện đồ đạc

Danshari hướng tới việc giải phóng bản thân khỏi những phiền toái do đồ đạc gây ra, làm cho cuộc đời trở nên nhẹ gánh. Yamashita Hideko đã viết như sau: "Nhật Bản có truyền thống về quan niệm và tư duy về "lãng phí" (mặc dù đây chỉ là một cách nghĩ, một giá trị quan). Nhưng nếu ý tưởng này đi quá xa, sẽ không thể vứt bỏ đồ đạc. Nhiều thứ đã không còn cần thiết nhưng do nghĩ là có thể sau này vẫn cần dùng nên đồ đạc cứ tăng dần trong nhà và phòng, và cuối cùng không gian cho sự thoải mái sẽ ngày càng bị thu hẹp. Đồng thời, hàng ngày người ta sẽ phải đối phó với một số lượng lớn đồ đạc, làm mất rất nhiều thời gian và năng lượng, và vô tình trở thành gánh nặng lớn và làm tổn thương sức khỏe thể chất và tinh thần."
Nhiều tác giả khác cũng đã đi theo và phát triển tư tưởng của Yamashita. Danshari từ chỗ để giải quyết mối quan hệ giữa con người với đồ đạc, phát triển thành tư tưởng giải quyết quan hệ giữa con người với công việc và con người với nhau. Gần đây, nhiều người đánh đồng Danshari với lối sống tối giản, nhưng tác giả Yamashita phân biệt rõ ràng hai khái niệm này.